# Луковица (Свилајнац)
Луковица је насеље у општини Свилајнац, у Поморавском округу, у Србији. Према попису из 2022. има 669 становника (према попису из 2011. било је 704 становника).

## Положај
Само село је смештено у ресавској равници на десној обали Ресаве, 2 км источно од Свилајнца и притом заузима површину од 6,49 км². Село је познато по бунару Цара Лазара за који се верује да га је сам кнез Лазар са својом војском преко ноћи ископао, сазидао и на њему војску напојио.

## Демографија
Према попису из 2011. живело је је 704 становника. У насељу Луковица живи 629 пунолетних становника, а просечна старост становништва износи 43,1 година (41,7 код мушкараца и 44,3 код жена). У насељу има 233 домаћинства, а просечан број чланова по домаћинству је 3,34.
Ово насеље је великим делом насељено Србима (према попису из 2002. године).
|  |

| Демографија | Демографија | Демографија |
| Година      | Становника  | Становника  |
| ----------- | ----------- | ----------- |
| 1948.       | 428         |             |
| 1953.       | 791         |             |
| 1961.       | 784         |             |
| 1971.       | 860         |             |
| 1981.       | 933         |             |
| 1991.       | 938         | 797         |
| 2002.       | 778         | 1.029       |
| 2011.       | 704         |             |
| 2022.       | 669         |             |

| Етнички састав према попису из 2002.‍ | Етнички састав према попису из 2002.‍ | Етнички састав према попису из 2002.‍ | Етнички састав према попису из 2002.‍ | Етнички састав према попису из 2002.‍ |
| ------------------------------------ | ------------------------------------ | ------------------------------------ | ------------------------------------ | ------------------------------------ |
|                                      |                                      |                                      |                                      |                                      |
| Срби                                 | Срби                                 |                                      | 756                                  | 97,17%                               |
| Роми                                 | Роми                                 |                                      | 5                                    | 0,64%                                |
| Југословени                          | Југословени                          |                                      | 3                                    | 0,38%                                |
| Црногорци                            | Црногорци                            |                                      | 2                                    | 0,25%                                |
| Хрвати                               | Хрвати                               |                                      | 2                                    | 0,25%                                |
| Власи                                | Власи                                |                                      | 2                                    | 0,25%                                |
| Македонци                            | Македонци                            |                                      | 1                                    | 0,12%                                |
| непознато                            | непознато                            |                                      | 1                                    | 0,12%                                |

| Година пописа     | 1948. | 1953. | 1961. | 1971. | 1981. | 1991. | 2002. |
| ----------------- | ----- | ----- | ----- | ----- | ----- | ----- | ----- |
| Број домаћинстава | 99    | 198   | 205   | 219   | 244   | 245   | 233   |

| Број чланова      | 1  | 2  | 3  | 4  | 5  | 6  | 7 | 8 | 9 | 10 и више | Просек |
| ----------------- | -- | -- | -- | -- | -- | -- | - | - | - | --------- | ------ |
| Број домаћинстава | 46 | 57 | 24 | 37 | 32 | 25 | 9 | 2 | 1 | 0         | 3,34   |

| Пол    | Укупно | Неожењен/Неудата | Ожењен/Удата | Удовац/Удовица | Разведен/Разведена | Непознато |
| ------ | ------ | ---------------- | ------------ | -------------- | ------------------ | --------- |
| Мушки  | 303    | 54               | 213          | 25             | 8                  | 3         |
| Женски | 351    | 40               | 214          | 82             | 12                 | 3         |
| УКУПНО | 654    | 94               | 427          | 107            | 20                 | 6         |

| Пол    | Укупно                    | Пољопривреда, лов и шумарство | Рибарство                            | Вађење руде и камена | Прерађивачка индустрија       |
| ------ | ------------------------- | ----------------------------- | ------------------------------------ | -------------------- | ----------------------------- |
| Мушки  | 144                       | 50                            | 0                                    | 0                    | 34                            |
| Женски | 96                        | 29                            | 0                                    | 0                    | 17                            |
| УКУПНО | 240                       | 79                            | 0                                    | 0                    | 51                            |
| Пол    | Производња и снабдевање   | Грађевинарство                | Трговина                             | Хотели и ресторани   | Саобраћај, складиштење и везе |
| Мушки  | 8                         | 5                             | 20                                   | 6                    | 3                             |
| Женски | 2                         | 0                             | 15                                   | 1                    | 1                             |
| УКУПНО | 10                        | 5                             | 35                                   | 7                    | 4                             |
| Пол    | Финансијско посредовање   | Некретнине                    | Државна управа и одбрана             | Образовање           | Здравствени и социјални рад   |
| Мушки  | 0                         | 2                             | 9                                    | 3                    | 2                             |
| Женски | 0                         | 0                             | 5                                    | 8                    | 16                            |
| УКУПНО | 0                         | 2                             | 14                                   | 11                   | 18                            |
| Пол    | Остале услужне активности | Приватна домаћинства          | Екстериторијалне организације и тела | Непознато            | Непознато                     |
| Мушки  | 0                         | 0                             | 0                                    | 2                    | 2                             |
| Женски | 1                         | 0                             | 0                                    | 1                    | 1                             |
| УКУПНО | 1                         | 0                             | 0                                    | 3                    | 3                             |

## Сеоске славе
Село слави Спасовдан као своју сеоску славу. Највећи број домаћинстава као крсну славу слави Св. Јована Крститеља.